# 宮川青丸・とん子
宮川青丸・とん子（みやがわあおまる・とんこ）は、夫婦漫才コンビ。松竹芸能所属。1988年コンビ結成。
- 青丸の元相方で、現在よしもとクリエイティブ・エージェンシー所属の宮川大助・花子と違い、コンビ結成した後に、結婚した夫婦漫才コンビである。
- 結成初期、クレーンで吊り下げられた状態でネタを披露する「クレーン漫才」を売りにしていたことがある。
- 息子は「ミスター徳三郎」の名でジャグラーをしている。

## メンバー
- 宮川 青丸（1954年11月12日（70歳） - ）本名：藤川 忠秀（ふじかわ ただひで）。

大阪府出身。血液型はA型。身長：167cm、体重：56kg。松竹の養成所出身。1973年に宮川左近ショーの宮川左近の門下になって宮川小助の名で宮川大助とのコンビ「大助・小助」や音楽ショウ「スリーエース」に加入、鳳キング（鳳啓助の弟子、元「鳳キング・ポーカー」）・ミッキー修（現:梅乃ハッパ）とのトリオ、トリプルパンチとして活動していた。
1981年にサムライトリオを結成し、1987年に解散。
- 宮川 とん子（1963年7月8日（61歳） - ）本名：藤川 多恵子（ふじかわ たえこ）。

大阪府出身。血液型はB型。身長：151cm。1981年に松竹の養成所出身。一時は石井均の一座にいたが、1984年に漫才に転向し左和とん子の名で右和八郎と組んだ。